# Copa América 1989
Copa América 1989 bylo 34. mistrovství pořádané fotbalovou asociací CONMEBOL. Vítězem se stala Brazilská fotbalová reprezentace.

## Základní skupiny

### Skupina A
| Tým       | B | Z | V | R | P | VG | IG | +/- |
| --------- | - | - | - | - | - | -- | -- | --- |
| Paraguay  | 6 | 4 | 3 | 0 | 1 | 9  | 4  | +5  |
| Brazílie  | 6 | 4 | 2 | 2 | 0 | 5  | 1  | +4  |
| Kolumbie  | 4 | 4 | 1 | 2 | 1 | 5  | 4  | +1  |
| Peru      | 3 | 4 | 0 | 3 | 1 | 4  | 7  | −3  |
| Venezuela | 1 | 4 | 0 | 1 | 3 | 4  | 11 | −7  |

| 1. července 1989                                          |     |                        |                                                                    |
| Paraguay                                                  | 5:2 | Peru                   | Estádio Fonte Nova, Salvador diváci: 5 000 rozhodčí: Poustau (ARG) |
| Cañete 38', 84' Neffa 41' Mendoza 51' Rel Solar 75' (vl.) |     | Hirano 30' Reynoso 80' | Estádio Fonte Nova, Salvador diváci: 5 000 rozhodčí: Poustau (ARG) |

| 1. července 1989                          |     |               |                                                                            |
| Brazílie                                  | 3:1 | Venezuela     | Estádio Fonte Nova, Salvador diváci: 35 000 rozhodčí: Cardellino (Uruguay) |
| Bebeto 2' Geovani 36' (pen.) Baltazar 57' |     | Maldonado 63' | Estádio Fonte Nova, Salvador diváci: 35 000 rozhodčí: Cardellino (Uruguay) |

| 3. července 1989                                 |     |                    |                                                                          |
| Kolumbie                                         | 4:2 | Venezuela          | Estádio Fonte Nova, Salvador diváci: 4 000 rozhodčí: Martínez (Honduras) |
| Higuita 36' (pen.) Iguarán 46', 75' de Ávila 71' |     | Maldonado 73', 88' | Estádio Fonte Nova, Salvador diváci: 4 000 rozhodčí: Martínez (Honduras) |

| 3. července 1989 |     |      |                                                                  |
| Brazílie         | 0:0 | Peru | Estádio Fonte Nova, Salvador diváci: 8 200 rozhodčí: Silva (CHI) |
|                  |     |      | Estádio Fonte Nova, Salvador diváci: 8 200 rozhodčí: Silva (CHI) |

| 5. července 1989 |     |               |                                                                            |
| Peru             | 1:1 | Venezuela     | Estádio Fonte Nova, Salvador diváci: 1 500 rozhodčí: Mauro (United States) |
| Navarro 30'      |     | Maldonado 29' | Estádio Fonte Nova, Salvador diváci: 1 500 rozhodčí: Mauro (United States) |

| 5. července 1989 |     |          |                                                                   |
| Paraguay         | 1:0 | Kolumbie | Estádio Fonte Nova, Salvador diváci: 1 500 rozhodčí: Ortubé (BOL) |
| Mendoza 51'      |     |          | Estádio Fonte Nova, Salvador diváci: 1 500 rozhodčí: Ortubé (BOL) |

| 7. července 1989            |     |           |                                                                          |
| Paraguay                    | 3:0 | Venezuela | Estádio Fonte Nova, Salvador diváci: 3 000 rozhodčí: Martínez (Honduras) |
| Neffa 41' Ferreira 50', 73' |     |           | Estádio Fonte Nova, Salvador diváci: 3 000 rozhodčí: Martínez (Honduras) |

| 7. července 1989 |     |          |                                                                   |
| Brazílie         | 0:0 | Kolumbie | Estádio Fonte Nova, Salvador diváci: 9 100 rozhodčí: Jácome (ECU) |
|                  |     |          | Estádio Fonte Nova, Salvador diváci: 9 100 rozhodčí: Jácome (ECU) |

| 9. července 1989 |     |            |                                                                  |
| Kolumbie         | 1:1 | Peru       | Estádio do Arruda, Recife diváci: 60 000 rozhodčí: Poustau (ARG) |
| Iguarán 32'      |     | Hirano 43' | Estádio do Arruda, Recife diváci: 60 000 rozhodčí: Poustau (ARG) |

| 9. července 1989 |     |          |                                                                          |
| Brazílie         | 2:0 | Paraguay | Estádio do Arruda, Recife diváci: 76 800 rozhodčí: Mauro (United States) |
| Bebeto 47', 82'  |     |          | Estádio do Arruda, Recife diváci: 76 800 rozhodčí: Mauro (United States) |

### Skupina B
| Tým       | B | Z | V | R | P | VG | IG | +/- |
| --------- | - | - | - | - | - | -- | -- | --- |
| Argentina | 6 | 4 | 2 | 2 | 0 | 2  | 0  | +2  |
| Uruguay   | 4 | 4 | 2 | 0 | 2 | 6  | 2  | +4  |
| Chile     | 4 | 4 | 2 | 0 | 2 | 7  | 5  | +2  |
| Ekvádor   | 4 | 4 | 1 | 2 | 1 | 2  | 2  | 0   |
| Bolívie   | 2 | 4 | 0 | 2 | 2 | 0  | 8  | −8  |

| 2. července 1989 |     |         |                                                                      |
| Ekvádor          | 1:0 | Uruguay | Estádio Serra Dourada, Goiânia diváci: 25 000 rozhodčí: Maciel (PAR) |
| Benítez 88'      |     |         | Estádio Serra Dourada, Goiânia diváci: 25 000 rozhodčí: Maciel (PAR) |

| 2. července 1989 |     |       |                                                                      |
| Argentina        | 1:0 | Chile | Estádio Serra Dourada, Goiânia diváci: 25 000 rozhodčí: Coelho (BRA) |
| Caniggia 55'     |     |       | Estádio Serra Dourada, Goiânia diváci: 25 000 rozhodčí: Coelho (BRA) |

| 4. července 1989           |     |         |                                                                      |
| Uruguay                    | 3:0 | Bolívie | Estádio Serra Dourada, Goiânia diváci: 12 000 rozhodčí: Coelho (BRA) |
| Ostolaza 30', 60' Sosa 33' |     |         | Estádio Serra Dourada, Goiânia diváci: 12 000 rozhodčí: Coelho (BRA) |

| 4. července 1989 |     |         |                                                                       |
| Argentina        | 0:0 | Ekvádor | Estádio Serra Dourada, Goiânia diváci: 12 000 rozhodčí: Ramírez (PER) |
|                  |     |         | Estádio Serra Dourada, Goiânia diváci: 12 000 rozhodčí: Ramírez (PER) |

| 6. července 1989 |     |         |                                                                   |
| Ekvádor          | 0:0 | Bolívie | Estádio Serra Dourada, Goiânia diváci: 3 000 rozhodčí: Ríaz (COL) |
|                  |     |         | Estádio Serra Dourada, Goiânia diváci: 3 000 rozhodčí: Ríaz (COL) |

| 6. července 1989                       |     |       |                                                                      |
| Uruguay                                | 3:0 | Chile | Estádio Serra Dourada, Goiânia diváci: 3 000 rozhodčí: Ramírez (PER) |
| Sosa 44' Alzamendi 73' Francescoli 78' |     |       | Estádio Serra Dourada, Goiânia diváci: 3 000 rozhodčí: Ramírez (PER) |

| 8. července 1989                                              |     |         |                                                                      |
| Chile                                                         | 5:0 | Bolívie | Estádio Serra Dourada, Goiânia diváci: 18 000 rozhodčí: Coelho (BRA) |
| Olmos 9' Ramírez 10' Astengo 55' Pizarro 68' (pen.) Reyes 85' |     |         | Estádio Serra Dourada, Goiânia diváci: 18 000 rozhodčí: Coelho (BRA) |

| 8. července 1989 |     |         |                                                                    |
| Argentina        | 1:0 | Uruguay | Estádio Serra Dourada, Goiânia diváci: 18 000 rozhodčí: Ríaz (COL) |
| Caniggia 69'     |     |         | Estádio Serra Dourada, Goiânia diváci: 18 000 rozhodčí: Ríaz (COL) |

| 10. července 1989      |     |            |                                                                     |
| Chile                  | 2:1 | Ekvádor    | Estádio Serra Dourada, Goiânia diváci: 5 000 rozhodčí: Maciel (PAR) |
| Olmos 44' Petelier 88' |     | Avilés 89' | Estádio Serra Dourada, Goiânia diváci: 5 000 rozhodčí: Maciel (PAR) |

| 10. července 1989 |     |         |                                                                        |
| Argentina         | 0:0 | Bolívie | Estádio Serra Dourada, Goiânia diváci: 5 000 rozhodčí: Rodríguez (VEN) |
|                   |     |         | Estádio Serra Dourada, Goiânia diváci: 5 000 rozhodčí: Rodríguez (VEN) |

## Finálová skupina
| Tým       | B | Z | V | R | P | VG | IG | +/- |
| --------- | - | - | - | - | - | -- | -- | --- |
| Brazílie  | 6 | 3 | 3 | 0 | 0 | 6  | 0  | +6  |
| Uruguay   | 4 | 3 | 2 | 0 | 1 | 5  | 1  | +4  |
| Argentina | 1 | 3 | 0 | 1 | 2 | 0  | 4  | −4  |
| Paraguay  | 1 | 3 | 0 | 1 | 2 | 0  | 6  | −6  |

| 12. července 1989                     |     |          |                                                                             |
| Uruguay                               | 3:0 | Paraguay | Estádio do Maracanã, Rio de Janeiro diváci: 100 135 rozhodčí: Poustau (ARG) |
| Francescoli 28' Alzamendi 82' Paz 89' |     |          | Estádio do Maracanã, Rio de Janeiro diváci: 100 135 rozhodčí: Poustau (ARG) |

| 12. července 1989      |     |           |                                                                                    |
| Brazílie               | 2:0 | Argentina | Estádio do Maracanã, Rio de Janeiro diváci: 100 135 rozhodčí: Cardellino (Uruguay) |
| Bebeto 48' Romário 55' |     |           | Estádio do Maracanã, Rio de Janeiro diváci: 100 135 rozhodčí: Cardellino (Uruguay) |

| 14. července 1989 |     |           |                                                                           |
| Uruguay           | 2:0 | Argentina | Estádio do Maracanã, Rio de Janeiro diváci: 53 909 rozhodčí: Coelho (BRA) |
| Sosa 38', 81'     |     |           | Estádio do Maracanã, Rio de Janeiro diváci: 53 909 rozhodčí: Coelho (BRA) |

| 14. července 1989           |     |          |                                                                           |
| Brazílie                    | 3:0 | Paraguay | Estádio do Maracanã, Rio de Janeiro diváci: 53 909 rozhodčí: Jácome (ECU) |
| Bebeto 16', 52' Romário 58' |     |          | Estádio do Maracanã, Rio de Janeiro diváci: 53 909 rozhodčí: Jácome (ECU) |

| 16. července 1989 |     |          |                                                                          |
| Argentina         | 0:0 | Paraguay | Estádio do Maracanã, Rio de Janeiro diváci: 148 068 rozhodčí: Ríaz (COL) |
|                   |     |          | Estádio do Maracanã, Rio de Janeiro diváci: 148 068 rozhodčí: Ríaz (COL) |

| 16. července 1989 |     |         |                                                                           |
| Brazílie          | 1:0 | Uruguay | Estádio do Maracanã, Rio de Janeiro diváci: 148 068 rozhodčí: Silva (CHI) |
| Romário 49'       |     |         | Estádio do Maracanã, Rio de Janeiro diváci: 148 068 rozhodčí: Silva (CHI) |